# Бартоу (Западна Вирџинија)
Бартоу (енгл. Bartow) насељено је место без административног статуса у америчкој савезној држави Западна Вирџинија.

## Демографија
По попису из 2010. године број становника је 111.
| Група             | 2000.    | 2010.        |
| Белци             | 0 (0,0%) | 111 (100,0%) |
| Афроамериканци    | 0 (0,0%) | 0 (0,0%)     |
| Азијати           | 0 (0,0%) | 0 (0,0%)     |
| Хиспаноамериканци | 0 (0,0%) | 0 (0,0%)     |
| Укупно            | 0        | 111          |